# Love & Lies (Manga)
Love & Lies (jap. 恋と嘘, Koi to Uso) ist eine Manga-Serie von Musawo, die seit 2014 in Japan erscheint. Sie wurde 2017 als Anime-Fernsehserie adaptiert und ist ins Genre Romantik einzuordnen.

## Inhalt
In einer nahen Zukunft wird jedem zu seinem 16ten Geburtstag ein Ehepartner zugewiesen, der von der Regierung anhand der genetischen Merkmale ausgewählt wurde. Auf diese Weise soll die Geburtenrate erhöht und gesündere und intelligentere Kinder gezeugt werden. Doch wer mit seinem Partner nicht glücklich ist, dem ist es verboten sich in andere zu verlieben.
Der eher durchschnittliche Schüler Yukari Nejima beschließt mit anderen, darunter dem Mädchen Misaki Takasaki, nie heiraten zu wollen. Doch kurz vor seinem 16ten Geburtstag gesteht Neji Misaki seine Liebe zu ihr, die sogar erwidert wird. Doch kurz darauf wird ihm Ririna Sanada als Partnerin zugewiesen und Misaki wendet sich daraufhin von ihm ab. Neji will sich damit nicht abfinden. Die bisher noch nie verliebte, aber romantisch veranlagte Ririna lässt Neji in seinen weiteren Kontaktversuchen zu Misaki gewähren. Sie ist selbst daran interessiert, wie sich die Beziehung der beiden weiter entwickelt. Währenddessen muss das arrangierte Paar ihrem Umfeld und der Regierung vortäuschen, eine Beziehung zu führen.

## Veröffentlichung
Die Serie wurde ab August 2014 über die App Manga Box des Verlags Kodansha veröffentlicht. Sie wurde im Januar 2022 abgeschlossen. Der Verlag brachte die Kapitel auch gesammelt in zwölf Bänden heraus. Der siebte Band verkaufte sich in Japan in den ersten beiden Wochen fast 80.000 Mal.
Von Oktober 2018 bis Oktober 2022 erschien eine vollständige deutsche Ausgabe bei Kazé Deutschland bzw. Crunchyroll. Kodansha bringt selbst eine englische Übersetzung in den USA heraus.

## Anime-Adaption
Bei Liden Films wurde unter der Regie von Seiki Takuno eine Animeserie für das japanische Fernsehen produziert. Hauptautor der 12 Folgen ist Natsuko Takahashi. Das Charakterdesign stammt von Eriko Itō und die künstlerische Leitung lag bei Yukihiro Saitō. Die Serie wurde vom 4. Juli bis 19. September 2017 erstmals von den Sendern Tokyo MX, Sun Television, KBS Kyōto, BS11, TV Kanagawa und AT-X gezeigt. Parallel dazu fand eine internationale Veröffentlichung über Streaming-Plattformen statt, darunter Amazon Prime Video, Anime Strike und Hidive. Eine deutsche Fassung wurde von Anime on Demand gestreamt sowie von Nippon Art veröffentlicht.

### Synchronisation
Die deutsche Synchronfassung entstand unter der Regie und nach dem Dialogbuch von Nicole Hise bei G&G Tonstudios.
| Rolle           | Japanische Stimme (Seiyū) | Deutsche Stimme  |
| --------------- | ------------------------- | ---------------- |
| Ririna Sanada   | Yui Makino                | Anni C. Salander |
| Yūsuke Nisaka   | Shinnosuke Tachibana      | Patrick Keller   |
| Yukari Nejima   | Ryota Ohsaka              | Philip Süß       |
| Misaki Takasaki | Kana Hanazawa             | Soraya Richter   |

### Musik
Die Musik der Serie stammt von Masaru Yokoyama und Nobuaki Nobusawa. Der Vorspanntitel ist Kanashii Ureshii von der Band Frederic und der Abspann ist unterlegt mit dem Lied Can’t you say von Roys.

## Realfilm
Am 14. Oktober 2017 kam in Japan der Film Koi to uso heraus. Regie führte Takeshi Furusawa und das Drehbuch schrieb Erika Yoshida. Die Geschichte dreht sich anders als im Manga um ein Mädchen, das von zwei Jungen umworben wird, jedoch vor dem gleichen Hintergrund.